# Edvard Munch
Edvard Munch (Løten, 1863. december 12. – Oslo, 1944. január 23.) világhírű norvég expresszionista festő. Leghíresebb képe, A sikoly c. festmény a világ legismertebb műalkotásai között tartható számon. Művei számos nagy művészeti múzeumban megtalálhatók világszerte. Alkotásainak legnagyobb gyűjteménye a nevét viselő Munch Múzeumban láthatók Oslóban. Külföldön a stockholmi Thielska galleriet őrzi festményeinek egyik legjelentősebb kollekcióját.

## Élete
Apja, Christian Munch orvos volt. Édesanyja, Laura Cathrine Munch tuberkulózisban halt meg, amikor Edvard 5 éves volt. Édesapja ekkor visszavonult, és szorongásrohamokban szenvedett. 1877-ben meghalt Edvard nővére, Sophie is, ekkor még elkeserítőbbé vált a helyzet otthon.
Munch így emlékszik erre az időszakra: „A betegség, az őrület és a halál angyalai vették körbe bölcsőmet, és azóta is, egész életemben követnek… Gyermekkoromban mindig úgy éreztem, hogy igazságtalanul bánnak velem, anya nélkül, betegen - és a pokolban rám váró büntetés örökké a fejem fölött lebeg.”

### Művészi élet kezdete
Édesanyja halála után a család irányítását a nagynénje vette kézbe, aki maga is festő volt. 1879-ben Munch műszaki iskolába került, mérnöknek készült, de gyenge egészsége miatt nem tudta befejezni tanulmányait. 1881-ben beiratkozott a christianiai Királyi Művészeti Iskolába. 1882-ben hat másik fiatal festővel kibérelt egy műtermet, és részt vett egy csoportos kiállításon. 1885-ben Párizsba látogatott, tanulmányozta a Louvre festményeit, megismerte Manet munkáit. A Beteg lány című, első jelentősebb munkáját megdicsérte Christian Krohg, aki 1882-ben tanította Edvardot. Találkozott a Christianiai Bohémokkal, akiket Hans Jaeger író vezetett és a szabad szerelmet hirdették. Első szerelmi kapcsolata is innen dátumozható Milly Thaulow-val, egyik barátja feleségével. „Átéltem a szerelem teljes boldogtalanságát... és évekig szinte őrült voltam. Az idegbetegség szörnyű arca felém fordult... Azután feladtam a reményt, hogy valaha is képes leszek szeretni.”

### Berlin
1889-ben nyílt meg Munch első önálló kiállítása Norvégiában. Októberben állami ösztöndíjjal beiratkozott Párizsban Léon Bonnat-hoz. Közben meghalt az édesapja. 1890-ben hazautazott, majd ismét megújította ösztöndíját. Második útján azonban reumás lázat kapott és hónapokat kórházban kellett töltenie. 1892-ben otthon megtartotta második önálló kiállítását, amely a helyi kritikusok körében felháborodást keltett, viszont figyelemre méltónak találta Adelsten Normann, a Berlini Művészek Szövetségének igazgatója. Meghívta a kiállítás anyagát Berlinbe. Az azonban ott is botrányt kavart, mivel a szervezet tagságának ízléséhez a képanyag túl radikális volt. A kiállítást egy hét múlva bezáratták. Munch kihasználta a nyilvánosságot. Kibérelt egy lakást a Friedrichstrassén és a norvég zászlóval vonta be a bejárat feletti részt. Letelepedett Berlinben és közben körbeutazta Németországot és Skandináviát. Elszegényedett és az utcára került, miután kitették bérelt lakásából. Ezután sikerült támogatókat találnia, köztük Walther Rathenaut, az AEG igazgatóját. Új baráti kört talált. A berlini csoport központjában a lengyel író, Stanisław Przybyszewski és felesége, Dagny Juel állt. Dagnyba, a fiatal zeneszakos diáklányba ekkor egyszerre volt szerelmes a férje, a színdarabíró Strindberg, a művészetkritikus Julius Meier-Graefe és Munch. Másik viharos szerelmi ügye 1893-ban egy gazdag christianiai borkereskedő leányával, Tulla Larsennel esett meg. Szakított a hölggyel, és másik faluba költözött. Egy éjjel barátai átmentek hozzá, hogy közöljék vele, hogy a leány haldoklik, és még utoljára látni kívánja. Munch átsietett hozzá, megérkezésekor a lány az ágyban feküdt, gyertyákkal oldalán. Amikor meglátta Edvardot, felpattant az ágyból és közölte, hogy csak színjáték volt. Egy revolver is előkerült, amivel megfenyegette Munchot, hogy jöjjön vissza hozzá. Dulakodni kezdtek, a pisztoly elsült, és a lövés bal keze középső ujjának utolsó percét leszakította.

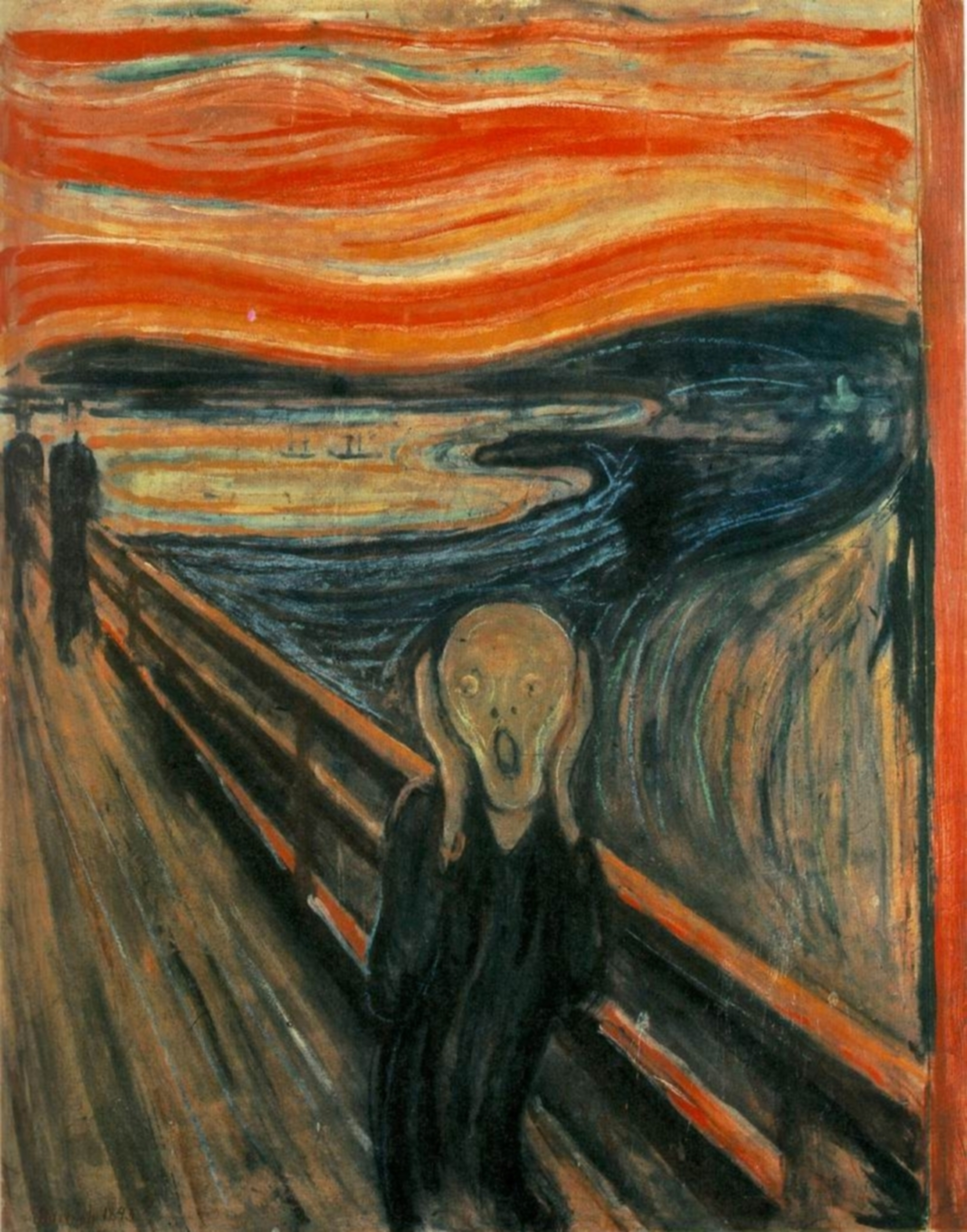
A sikoly (1893)

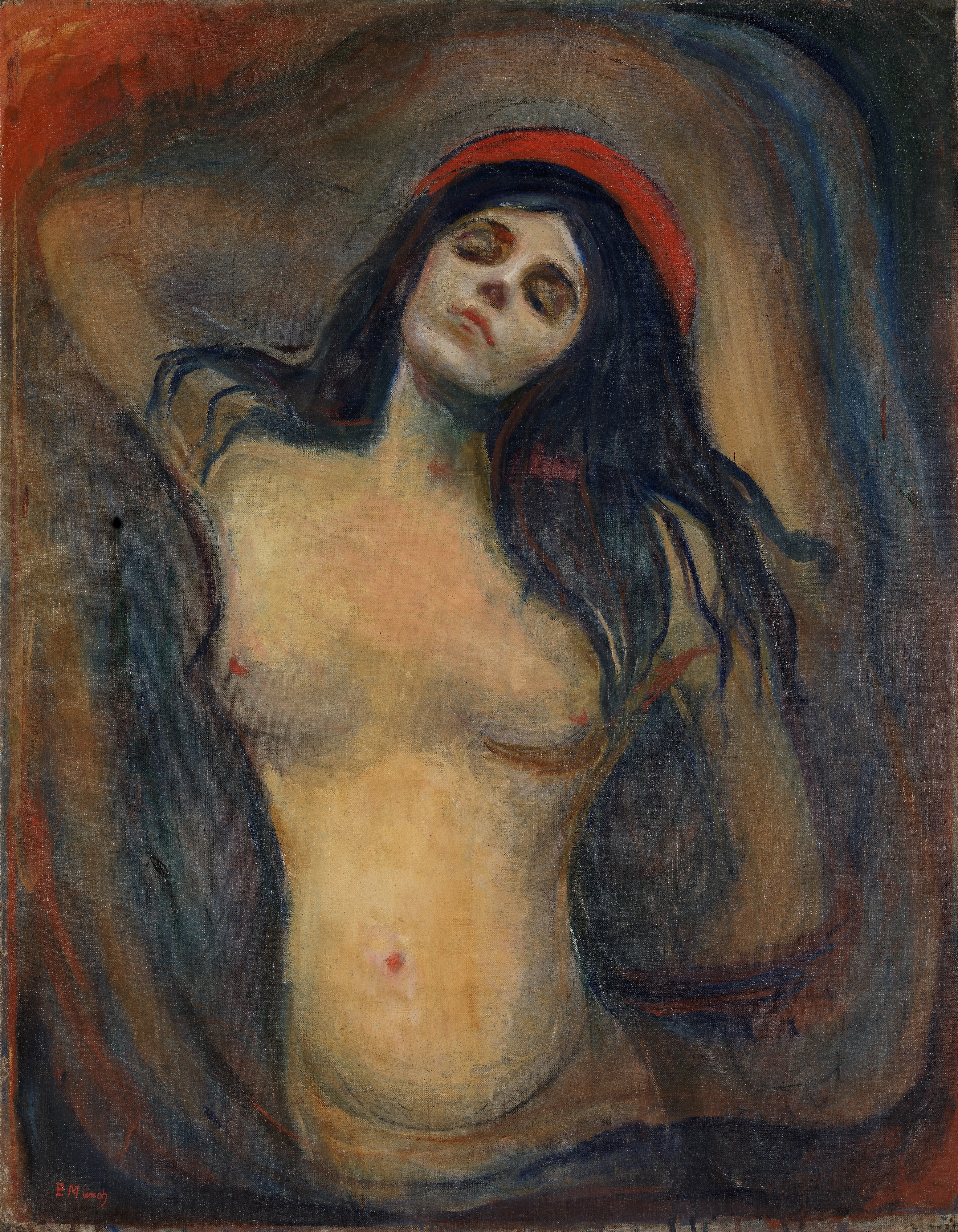
Madonna (1894)

### Vissza Norvégiába
1893-ban Párizsban megjelentette híres kompozícióját: A sikolyt. 1897 környékén egy szimbolista körhöz csatlakozott. Teljesítménye csodálatraméltó volt ebben az időben. 1892–1909 között 106 alkalommal volt kiállítása Skandináviában, Németországban, Franciaországban, Belgiumban, Ausztriában, Olaszországban, Oroszországban, Csehországban és az Amerikai Egyesült Államokban (New Yorkban és Chicagóban).
Az akkor Christiania nevet viselő norvég fővárosban a Nemzeti Galéria 1899-ben megvásárolta két képét. 1908-ban a Norvég Királyi Szent Olav Rend lovagjává ütötték. Ekkorra már Munch egészsége nagyon leromlott az alkohol és a rengeteg munka hatására. 1908-ban idegösszeroppanást kapott Koppenhágában. Bevonult egy pszichiátriai klinikára, ahol 8 hónap alatt leszokott az alkoholról. 1909-ben végleg letelepedett Norvégiában. Christiania mellett birtokot vásárolt és ott élt hosszú élete végéig. Termékenysége megmaradt, gyakran használt új motívumokat. Számos Munch képet eltávolítottak a német múzeumokból a "degenerált művészet" elleni náci kampány jegyében, és Norvégia német megszállása idején megszakított minden kapcsolatot a németekkel. 1943. december 19-én Ekelyben lévő háza ablakai betörtek, amikor a közeli német fegyverraktárt felrobbantották. Munch fagyos időben idegesen fel és alá járkált kertjében, megfázott és nem tudta kiheverni. Hörghurutban halt meg, 80 éves korában 1944. január 23-án.

## Stílusa, hatása
Edvard Munch az expresszionizmus egyik első képviselője volt. Művészetét szorongás, elvágyódás, pesszimizmus és borzalomlátás jellemzi. A francia iskolához vonzódott már indulásakor is. A plein air foglalkoztatta. Németországi tartózkodása alatt egyértelműen vezető egyénisége lett a szecessziós mozgalomnak. 1907 után művészete gyökeresen megváltozik, lecsillapodik. Stilizáltabb lett és megjelentek festményein az impresszionista jegyek. Edward Munch stílusa stilizáló, dekoratív, szecessziós vonalvezetésű lett. Művészetének formaelve, szimbolikája nagy hatással volt a kor szecessziós festőire.

### Munch és abipoláris zavar
- Edvard Munch
- Rothenberg A. Bipolar illness, creativity, and treatment. Psychiatr Q. 2001 Summer;72(2):131-47.
- Edvard Munch in Germany Archiválva 2006. június 14-i dátummal a Wayback Machine-ben